# Ostatnie kuszenie Chrystusa (film)
Ostatnie kuszenie Chrystusa (oryg. The Last Temptation of Christ) – dramat filmowy w reżyserii Martina Scorsese z 1988 roku. Jest to adaptacja kontrowersyjnej powieści Nikosa Kazandzakisa wydanej pod tym samym tytułem w 1951 roku. W rolach głównych wystąpili Willem Dafoe, Harvey Keitel, Barbara Hershey, David Bowie i Harry Dean Stanton.

## Informacje o filmie
Film został w całości nakręcony w Maroku.
Film, podobnie jak powieść, opisuje życie Jezusa i skupia się na tym, iż mimo że był wolny od grzechu, to jednocześnie musiał walczyć z pokusami, strachem, depresją, zwątpieniem, niechęcią i pożądaniem. W filmie Jezus ukazany jest jako osoba mająca marzenia erotyczne, co spowodowało oburzenie wśród niektórych chrześcijan. Film zawiera disclaimer wyjaśniający różnicę w biblijnym wizerunku Jezusa oraz jego życia, a także, że film nie jest dokładnym odtworzeniem wydarzeń opisanych w Ewangeliach.
„Ostatnie kuszenie Chrystusa” znalazło się w pierwszej dziesiątce „Najbardziej antykatolickich filmów wszech czasów” (na pozycji 8.), według rankingu opublikowanego przez amerykańskie pismo katolickie „Faith & Family”. W uzasadnieniu podano, że film ten obraża wszystko co święte w religii chrześcijańskiej: od postaci Jezusa ukazanego jako schizofrenika i odmawiającego złożenia ofiary na krzyżu, po Piotra, który w porównaniu z heroicznym Judaszem wydaje się zwyczajnym tchórzem. Film ten znalazł się również w rankingu 25 najbardziej kontrowersyjnych i szokujących obrazów wszech czasów, opublikowanym przez amerykańskie pismo branży filmowej „Entertainment Weekly”.
Film otrzymał jedną nominację do Oscara (Najlepsza reżyseria) i dwie nominacje do Złotych Globów (Najlepsza aktorka drugoplanowa i Najlepsza muzyka filmowa).
W niektórych krajach film nie został dopuszczony do emisji. W Polsce był wyświetlany sporadycznie i bez reklamy w kinach studyjnych. Został również wydany na DVD. W 2015 roku TVP Kultura wyemitowała go w Wielki Czwartek.

## Obsada
- Willem Dafoe – Jezus Chrystus
- Harvey Keitel – Judasz Iskariota
- Steve Shill – centurion
- Verna Bloom – Maria, matka Jezusa
- Barbara Hershey – Maria Magdalena
- Roberts Blossom – stary mistrz
- Barry Miller – Jeroboam
- Gary Basaraba – Andrzej Apostoł
- Irvin Kershner – Zebedeusz
- Victor Argo – Piotr Apostoł
- Michael Been – Jan Apostoł
- Paul Herman – Filip Apostoł
- John Lurie – Jakub Większy Apostoł
- Leo Burmester – Bartłomiej Apostoł
- Andre Gregory – Jan Chrzciciel
- Alan Rosenberg – Tomasz Apostoł
- Nehemiah Persoff – rabin
- Harry Dean Stanton – Paweł z Tarsu
- Peter Berling – żebrak
- David Bowie – Poncjusz Piłat
- Leo Marks – Szatan (głos)
- Martin Scorsese - Izajasz

## Soundtrack
Muzyka do filmu została skomponowana przez Petera Gabriela. Wydanie płytowe – Passion: Music for The Last Temptation of Christ z 5 czerwca 1989 (wydawnictwa Geffen i Virgin).

## Polska wersja
W polskiej wersji lektorem filmu był Stanisław Olejniczak.